# Bătdâmbâng (miasto)
Bătdâmbâng (khm. ក្រុងបាត់ដំបង) – miasto w Kambodży, nad rzeką Sangke, na Równinie Kambodżańskiej, ośrodek administracyjny prowincji Bătdâmbâng, na zachód od jeziora Tonle Sap. Według danych z 2025 miasto liczyło 150 444 mieszkańców (czwarte pod względem liczby ludności miasto Kambodży, po Phnom Penh, Takêv i Sihanoukville ).
W mieście rozwinął się przemysł bawełniany oraz spożywczy.
Miasto posiada port lotniczy Battambang; położone przy linii kolejowej Paôypêt ↔ Phnom Penh.

## Historia
W 1902 urodził się tu polityk Kuang Aphaiwong. W 1989 miała tu miejsce bitwa o Battambang.

## Miasta partnerskie
- Stockton, Stany Zjednoczone[4]